# 西大工町 (弘前市)
西大工町（にしだいくまち）は、江戸期から現在にかけての青森県弘前市の地名。郵便番号は036-8365。2017年6月1日現在の人口は331人、世帯数は165世帯。

## 地理
南北に伸びて位置するが、飛地で、新町に沿って位置する町。西大工町2～92番地は、西から北にかけて平岡町、東から南にかけて新町に囲まれるように接する。
飛地で位置する119～146番地は北から東にかけて新町、南から東にかけて城西、西北は駒越町に接する。

## 歴史
- 寛文13年 - 紺屋町の新割町として町割りがされ、63軒の町屋がある（弘前中惣屋敷絵図）。
- 延宝6年 - 大工組の頭のほか、7軒の大工と、木挽1軒、町屋2軒があり、北側に「西ハタチヲケヤ丁」とあり、桶屋組の頭のほか、桶屋11軒、大工2軒、木挽2軒、町屋2軒が居住（弘前町方屋敷割）。
- 享保4年 - 町屋68軒、大工4軒、油屋1軒、武家屋敷がある。
- 明治初年 - 町の状況は、商家日雇等が多くあった。

### 沿革
- 江戸期 - 弘前城下の一町。
- 明治初年～明治22年 - 弘前を冠称。
- 1899年（明治22年） - 弘前市に所属。

### 地名の由来
かつて大工が居住し、元大工町に対することから。

## 施設

### 教育
- 社会福祉法人城西福祉会城西保育園

### 教会
- 天理教弘西分教会

## 小・中学校の学区
市立小・中学校に通う場合、学区は以下の通りとなる。
| 大字     | 番地 | 小学校             | 中学校             |
| -------- | ---- | ------------------ | ------------------ |
| 西大工町 | 全域 | 弘前市立城西小学校 | 弘前市立第二中学校 |

## 交通
- 弘南バス

城西団地入口（弘前駅 - 城西大橋・工業高校経由 - 藤代営業所線、他）停留所。